# Abdel Zaher El Sakka
Abdel Zaher El Sakka (Dakahlia, 30 januari 1974), ook geschreven als El Saka of El-Saka, is een Egyptisch voetballer die in Turkije speelt voor Eskişehirspor.
El Sakka speelde 108 wedstrijden voor Egypte en maakte vier keer een doelpunt. Hij begon zijn carrière bij El Mansoura. Hij speelde ook voor drie andere Turkse ploegen.

## Voetbalcarrière
| Seizoen    | Club              | Wed. | Dlp. |
| ---------- | ----------------- | ---- | ---- |
| 1995-1999  | El Mansoura       | -    | -    |
| 1999-2002  | Denizlispor       | 66   | 4    |
| 2002-2005  | Gençlerbirliği SK | 99   | 6    |
| 2005-2007  | Konyaspor         | 67   | 4    |
| 2007-2009  | Gençlerbirliği SK | 16   | 0    |
| 2009-heden | Eskişehirspor     | 13   | 1    |

## Prijzen
Egypte:
- African Cup of Nations 2006